# حمد الحمادي (ممثل)
حمد الحمادي ممثل إماراتي بدأ التمثيل في عام 1991 من خلال المسرح. وفي عام 1994 التحق بفرقة مسرح دبي الشعبي وقد العديد من المسرحيات.

## أعمالة

### المسلسلات
- دبي لندن دبي
- نص درزن
- سوالف أبو أصيل
- أحلام السنين

### المسرحيات
- البقعة
- عرج السواحل
- القصيدة الأخيرة
- مندلي
- لعبة كشخة
- سعدون و أبطال الكرتون
- زمان اليوم
- ياسمين و المارد الشرير
- القيد
- عائلة طرب
- عائلة نص كم

### الأفلام
- ثوب الشمس
- الجار
- إجازة صيفية
- خلك على الخط
- الخوف